# ديفيد موريس (سياسي أسترالي)
ديفيد موريس (بالإنجليزية: David Morris)‏ هو سياسي أسترالي، ولد في 30 ديسمبر 1955 في أستراليا. حزبياً، نشط في حزب أستراليا الليبرالي (الفرع الفيكتوري) ‏. وقد انتخب عضو الجمعية التشريعية فيكتوريا عن دائرة Electoral district of Mornington ‏ (25 نوفمبر 2006 – ).